# Irene Eijs
Irene Elisabeth Maria Eijs (ur. 16 grudnia 1966 w Wassenaar) – holenderska wioślarka. Brązowa medalistka olimpijska z Atlanty.
Brała udział w dwóch igrzyskach olimpijskich (IO 92, IO 96). W 1996 sięgnęła po brąz w dwójce podwójnej. Partnerowała jej Eeke van Nes. W 1995 była srebrną medalistką mistrzostw świata w dwójce podwójnej i brązową w czwórce podwójnej.